# Baie Hondita
La baie Hondita (espagnol : bahía Hondita) est une petite baie de la Mer des Caraïbes située au nord de la péninsule de Guajira, en Colombie. 

## Histoire
Régulièrement, avec le concours de la mine de Cerrejón et des indiens Wayuu qui vivent dans la région, des animaux sont relâchés dans la baie Hondita : tortues,, crocodiles, etc.

## Géographie
La baie Hondita se situe à l'extrême nord de la péninsule de Guajira, à quelques kilomètres au sud de la punta Gallinas, point extrême nord de la Colombie. Juste au sud se trouve la baie Honda. Plus loin encore au sud se trouve la baie Portete.
Les eaux vertes de la baie Hondita communiquent avec la mer des Caraïbes par un étroit chenal. 
Administrativement, la baie dépend de la municipalité d'Uribia, département de La Guajira.